# القائمة الإرشادية المؤقتة لمواقع التراث العالمي

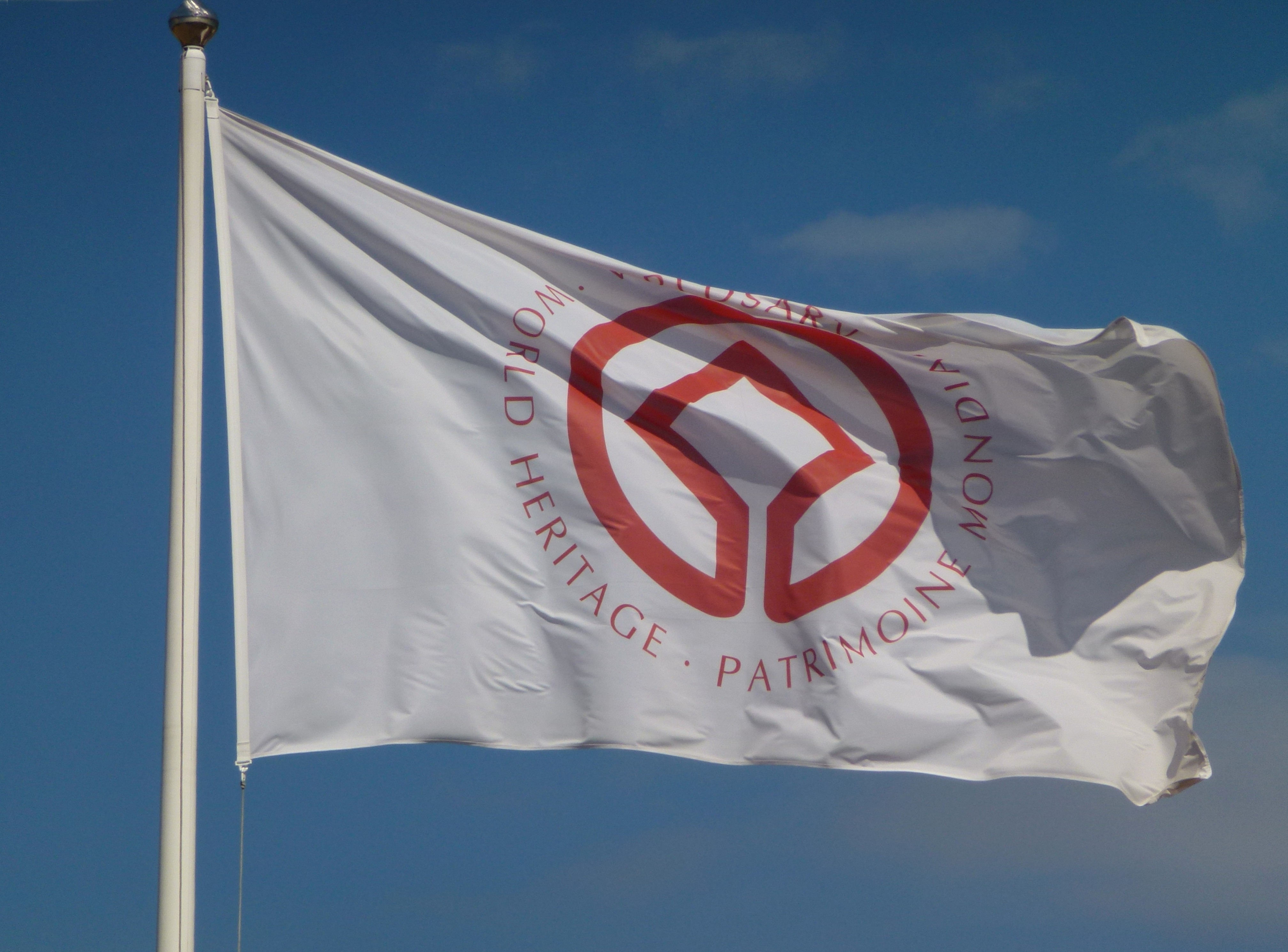
علم موقع تراث عالمي

شعار منظمة اليونسكو للتراث العالمي

القائمة الارشادية المؤقتة لمواقع التراث العالمي، أو القائمة المؤقتة أو القائمة الأولية لمواقع التراث العالمي أو القائمة التمهيدية لمواقع التراث العالمي (بالإنجليزية Tentative List)
 (بالفرنسية تسمى Listes indicatives)، وهي عملية جرد لخصائص موقع ما لكل دولة على حدة، التي تعتزم كل دولة طرف أن تنظر في ترشيحها مستقبلا. وهي خطوة ضرورية لولوج اللائحة الرسمية لمواقع التراث العالمي حسب اليونسكو، يتم المصادقة عليها من طرف لجنة التراث العالمي.

## القائمة الأولية كخطوة للترشيح إلى الرئيسية
ينبغي للبلد الراغب في ترشيح إحدى إثاره أو ممتلكاته أن يُجرى أولاً جرد لممتلكاته الثقافية والطبيعية الفريدة. وهو ما يُطلق عليه القائمة الارشادية المؤقتة لمواقع التراث العالمي (بالإنجليزية Tentative List)، وهي عملية هامه جداً، لأن الدولة يجب أن لا ترشح الآثار التي لم تدرج على قائمتها الأولية. ويلي ذلك، اختيارها لإحدى الآثار من هذه القائمة ليُوضع في ملف الترشيح. مركز التراث العالمي يقدم المشورة والمساعدة في إعداد هذا الملف.
عند هذه النقطة، يتم تقييم الملف من قبل المجلس الدولي للمعالم والمواقع والاتحاد الدولي لحفظ الطبيعة ويرفع الملف إلى لجنة التراث العالمي التي تجتمع مرة واحدة سنوياً لتحديد إمكانية تسجيل الممتلكات المرشحه على قائمة التراث العالمي، وفي مواقع عديدة، ما يتم تأجيل هذا القرار لطلب المزيد من المعلومات من البلد الذي رشح الموقع.
وهناك عشرة معايير للاختيار، يجب على الموقع المرشح أن يستوفي واحدا منها على الاقل لإدراجه على القائمة.

### معايير الاختيار
إلى نهاية سنة 2004، كان هناك ستة معايير معمول بها للتراث الثقافي وأربعة معايير للتراث الطبيعي. في عام 2005، تم تعديل تلك المعايير لتصبح مجموعة واحدة من عشرة معايير.
وعلى الموقع المرشح أن يكون ذو «قيمة عالمية استثنائية» يستوفى على الأقل واحداً من تلك المعايير العشرة. واتفقت قوانين اليونسكو أن تنص على أن أي معلم يتجاوز عمره مائة عام ذو قيمة عالمية استثنائية يمكن ادراجه في القائمة الإرشادية التمهيدية (المؤقتة) ليدخل ضمن لائحة التراث العالمي
تحت عشرة معايير للاختيار، يجب على الموقع الذي تم ترشيحه أن يستوفي واحدا منها على الأقل لإدراجه على قائمة اليونسكو، وهذه المعايير هي كالتالي:
المعايير الثقافية:
- أولاً: تمثل تحفة عبقرية خلاقة من صُنع الإنسان.
- ثانياً: تمثل إحدى القيم الإنسانية الهامة والمشتركة، لفترة من الزمن أو في المجال الثقافي للعالم، سواء في تطور الهندسة المعمارية أو التقنية، أو الفنون الأثرية، أو تخطيط المدن، أو تصميم المناظر الطبيعية.
- ثالثاً: تمثل شهادة فريدة من نوعها أو على الأقل استثنائية لتقليد ثقافي لحضارة قائمة أو مندثرة.
- رابعاً: أن تكون مثالاً بارزاً على نوعية من البناء، أوالمعمار أو مثال تقني أو مخطط يوضح مرحلة هامة في تاريخ البشرية.
- خامساً: أن يكون مثالا رائعاً لممارسات الإنسان التقليدية، في استخدام الأراضي، أو مياه البحر بما يمثل ثقافة (أو ثقافات)، أو تفاعل إنساني مع البيئة وخصوصا عندما تُصبح عُرضة لتأثيرات لا رجعة فيها.
- سادساً: أن تكون مرتبطة بشكل مباشرة أو ملموس بالأحداث أو التقاليد المعيشية، أو الأفكار، أو المعتقدات، أو الأعمال الفنية والأدبية ذات الأهمية العالمية الفائقة. (وترى اللجنة أن هذا المعيار يُفضل أن يكون استخدامه بالتزامن مع معايير أخرى.)

المعايير الطبيعية:
- سابعاً:: أن تحتوى ظاهر طبيعية فائقة أو مناطق ذات جمال طبيعي استثنائي"
- ثامناً: أن تكون الأمثلة البارزة التي تمثل المراحل الرئيسية من تاريخ الأرض، بما في ذلك سجل الحياة، وكبير على ما يجري العمليات الجيولوجية في تطوير تضاريسه، أو ملامح شكل الأرض أو فيزيوغرافية كبيرة"
- تاسعاً: : أن تكون الأمثلة البارزة التي تمثل كبيرة على الذهاب البيئية والبيولوجية في عمليات التطور والتنمية من الأرضية، والمياه العذبة الساحلية والبحرية النظم الإيكولوجية والمجتمعات المحلية من النباتات والحيوانات"
- عاشراً:: أن تحتوي على أهم وأكبر الموائل الطبيعية لحفظ التنوع البيولوجي بالموقع، بما في ذلك تلك التي تحتوي على الأنواع المهددة بالانقراض وذات قيمة عالمية فريدة من وجهة نظر العلم أو حماية البيئة"

## قوائم مواقع التراث العالمي
- قائمة مواقع التراث العالمي في أفريقيا
- قائمة مواقع التراث العالمي في آسيا
- قائمة مواقع التراث العالمي في أوروبا
- قائمة مواقع التراث العالمي في الأمريكيتين
- قائمة مواقع التراث العالمي في الدول العربية
- قائمة مواقع التراث العالمي المعرضة للخطر
- قائمة مواقع التراث العالمي في المغرب العربي
- قائمة مواقع التراث العالمي في المغرب
- مواقع التراث العالمي السابقة
- قائمة أقدم البنايات في العالم

### مواضيع متعلقة
- تفسير التراث
- اليونسكو